# Ophrynia perspicua
Ophrynia perspicua är en spindelart som beskrevs av Nikolaj Scharff 1990. Ophrynia perspicua ingår i släktet Ophrynia och familjen täckvävarspindlar.
Artens utbredningsområde är Tanzania. Inga underarter finns listade i Catalogue of Life.